# Новоселица (Тячевский район)
Новосе́лица (укр. Новоселиця) — село в Нересницкой сельской общине Тячевского района Закарпатской области Украины.
Население по данным 2025 года составляло 3120 человек. Почтовый индекс — 90533. Телефонный код — 3134. Занимает площадь 27 км². Код КОАТУУ — 2124485301.